# Anthocoma
Anthocoma é um gênero de traça pertencente à família Agonoxenidae.